# Kasuga no Tsubone
Kasuga no Tsubone (春日局?), nata Saitō Fuku (斉藤福?) e chiamata per un periodo Jōrō Otoshiyori (上臈御年寄?) (1579 – 26 ottobre 1643) è stata una nobile e politica giapponese.
Proveniva da una famiglia di samurai giapponesi dei periodi Azuchi–Momoyama ed Edo.
Era figlia di Saitō Toshimitsu, servitrice di Akechi Mitsuhide, ed è stata balia del terzo shōgun Tokugawa Iemitsu.
Kasuga è stata una delle migliori politiche del periodo Edo. Ha gestito negoziazioni con la corte imperiale, e contributo alla formazione dello shogunato Tokugawa, arrivando ad essere tra le più importanti figure politiche dell'epoca.

## Biografia

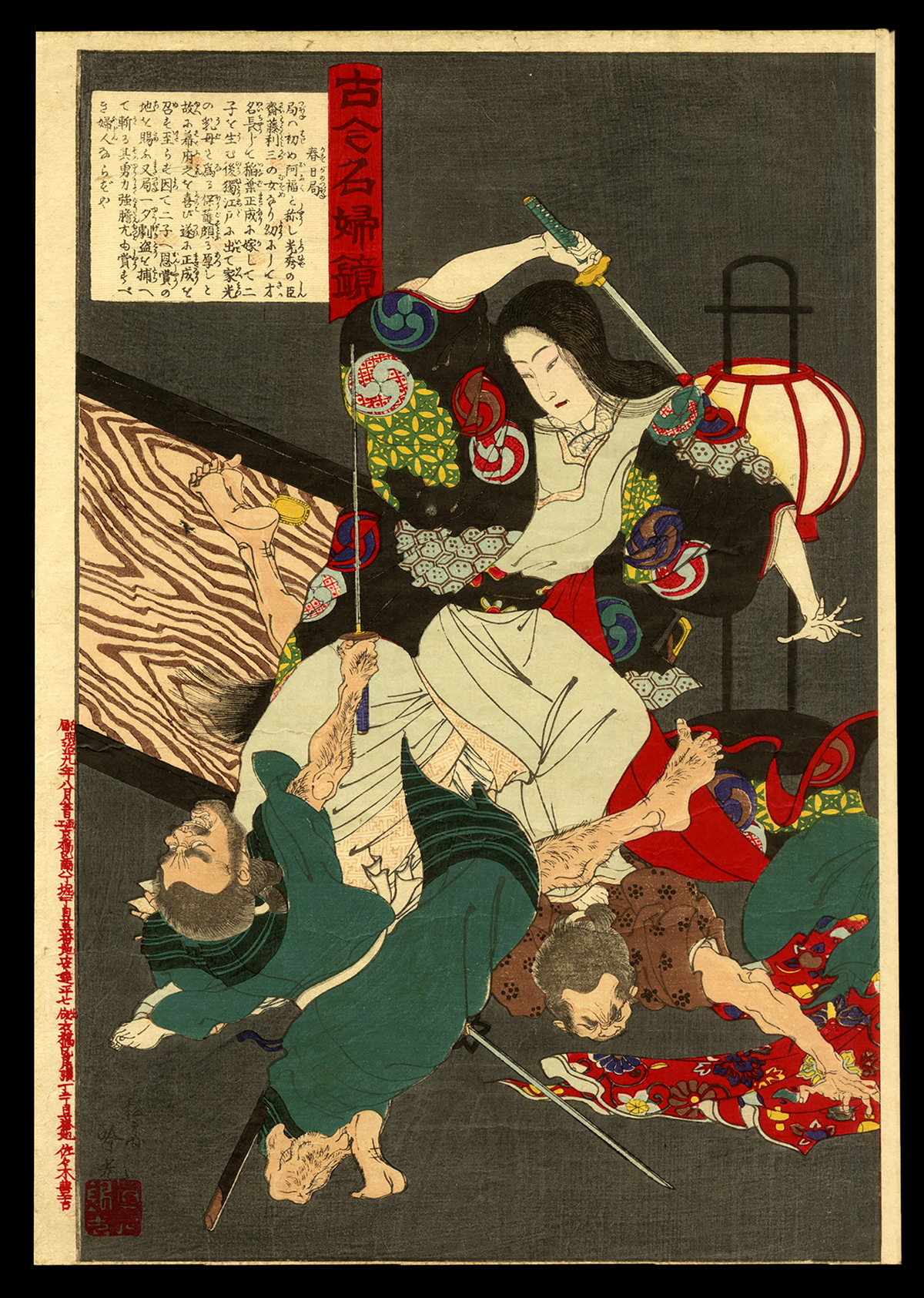
Kasuga no Tsubone che combatte dei ladri

Saitō Fuku proveniva da una famiglia appartenente al clan Saitō, un'importante casa di samurai che aveva servito per generazioni come governatori militari della provincia di Mino. È nata nel castello di Kuroi, nella provincia di Tanba (che comprende le moderne prefetture di Hyōgo e Kyoto), dove si trovava allora il territorio posseduto da suo padre. La provincia di Tanba era sotto il dominio di Akechi Mitsuhide, il quale assegnò al padre della donna Saitō Toshimitsu, in quanto suo seguace, il controllo su quel feudo. Il suo nonno materno era Inaba Yoshimichi.
Il padre di Fuku si unì alla ribellione guidata da Akechi Mitsuhide per uccidere Oda Nobunaga, durante l'incidente di Honnō-ji. Dopo che Nobunaga venne assassinato, i Clan Saitō e Akechi vennero sconfitti da Hashiba Hideyoshi, durante la battaglia di Yamazaki. In seguito alla sconfitta del suo clan, l'uomo si ritirò nel suo castello, tuttavia venne presto catturato nella provincia di Omi, vicino al castello di Sakamoto, e giustiziato. Tutta la sua famiglia venne ricercata per essere giustiziata, perciò i suoi fratelli iniziarono a vagare in lungo e in largo per sfuggire ai nemici.
In quanto donna, Kasuga venne risparmiata dall'esecuzione, per venir poi cresciuta da un suo parente materno: l'aristocratico Sanjonishi Kinkuni. Di conseguenza all'adozione, ricevette un'istruzione adeguata alla classe aristocratica, imparando le arti considerate essenziali per i nobili della corte imperiale, tra le quali l'arte della calligrafia, la poesia waka e la miscelazione dell'incenso.
Con la morte di Sanjonishi, suo zio Inaba Shigemichi iniziò ad occuparsi di lei; divenne presto moglie di Inaba Masanari, un servitore di Kobayakawa Hidekai, con il quale ebbe tre figli, tra i quali Inaba Masakatsu e un figlio adottivo: Hotta Masatoshi.
Nel 1600, durante la campagna di Sekigahara, il marito di Fuku servì Hideaki nell'esercito occidentale, guidato da Ishida Mitsunari. Fuku ed il consorte erano preoccupati per l'incolumità della loro fazione in guerra, in quanto c'erano state delle tensioni tra Hidekai ed il comandante dell'esercito. I due soldati vennero poi trasferiti nell'esercito occidentale, dove si stava avendo più successo. L'esercito di Mitsunari venne sconfitto, e la famiglia di Fuku ottenne di conseguenza una grande quantità di denaro come bottino di guerra.
In seguito alla vittoria, la donna divorziò dal marito per diventare balia di Tokugawa Iemitsu, il figlio legittimo ed erede dello shogun Tokugawa Hidetada, probabilmente raccomandata da Itakura Katsushige. La famiglia dalla quale Fuku proveniva, l'istruzione di alto livello ricevuta e le imprese militari del suo ex marito Masanari, potrebbero essere stati fattori che agevolarono la sua candidatura come balia del figlio dello shogun. Un'altra ipotesi è quella della scelta di Fuku per questo lavoro come ricompensa per aver aiutato a convincere Kobayakawa Hideaki ad unirsi all'esercito orientale nella battaglia di Sekigahara, che in questa occasione si salvò.
Saito fondò l'Ōoku, un'area riservata alle donne all'interno del castello. Nel 1607, dopo che Hidetada divenne shōgun, la donna divenne jōrō otoshiyori (上臈御年寄?), prima donna della corte. L'influenza di jōrō nel castello di Edo fu equivalente a quella di un rōjū.
Nel 1629, la donna si recò nella capitale, dove ebbe un'udienza con l'imperatrice Meisho e l'imperatore Go-Mizunoo presso la corte imperiale di Kyoto. Venne promossa al rango junii (従二位?), una classe molto elevata all'interno della corte dell'imperatore; in segno di rispetto per il grado a lei conferito, le persone iniziarono a chiamarla Kasuga-no-Tsubone. Quando Kasuga e l'imperatrice consorte Tokugawa Masako infransero un tabù visitando la corte imperiale come cittadini comuni invece che come nobili, l'imperatore Go-Mizunoo, per l'imbarazzo, abdicò e Meisho divenne imperatrice. Si stima che nel corso della sua vita, Fuku abbia posseduto una fortuna equivalente a oltre 100000 koku.

### Tombe

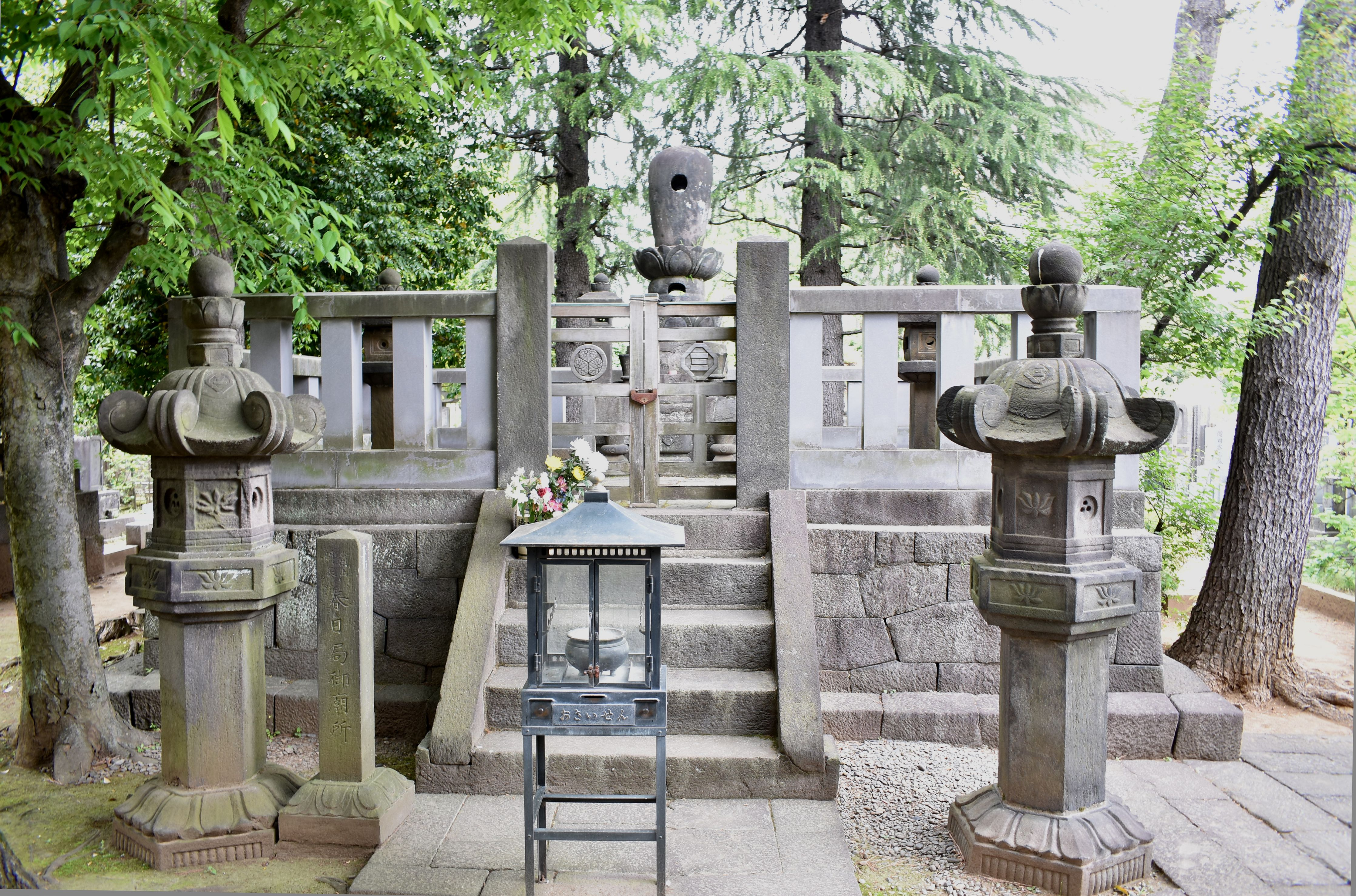
Tomba a Rinshō-in

La sua tomba si trova a Rinshō-in, un tempio a Bunkyō; il santuario possiede un ritratto di Kasuga, ed è da lei che quartiere a lei omonimo di Bunkyō prende nome. Un'altra sua tomba si trova a Odawara, nella prefettura di Kanagawa. Kasuga no Tsubone era in una posizione paragonabile a quella di Hōjō Masako e Taira no Tokiko, arrivando ad essere una delle figure politiche più importanti dell'epoca.

## Onorificenze
- Grado maggiore della corte giapponese: secondo grado minore (従二位?, junii), 1629[9]

## Nella cultura di massa
- Jotei Kasuga no Tsubon, film del 1990 diretto da Sadao Nakajima.
- Kasuga no Tsubone, taiga drama del 1989 interpretato da Reiko Ōhara.
- Ōoku, film del 2004 interpretato da Yuki Matsushita.
- Basilisk: The Kouga Ninja Scrolls, anime e manga del 2005, doppiato da Kimiko Saitō.